# 上海中山医院
上海中山医院（復旦大学付属中山医院）は、中華人民共和国上海にある総合病院。1936年2月に国立上海医学院に付属する病院として設立。孫文のあだ名の「中山」を取る。占地面積7万3188平方メートル、総建築面積17万8687平方メートル。上海第一学院付属中山医院、上海医科大学付属中山医院の名を経て2001年に復旦大学付属中山医院と改称。